# Seznam dílů seriálu Supergirl
Toto je seznam dílů seriálu Supergirl. Americký dramatický seriál Supergirl byl vysílán v letech 2015–2021. První řada byla uvedena na stanici CBS, ostatní série vysílala stanice The CW. Celkem vzniklo 126 dílů rozdělených do šesti řad.

## Přehled řad
| Řada | Díly | Premiéra v USA  | Premiéra v USA    | Stanice v USA |
| Řada | Díly | První díl       | Poslední díl      | Stanice v USA |
| ---- | ---- | --------------- | ----------------- | ------------- |
| 1    | 20   | 26. října 2015  | 18. dubna 2016    | CBS           |
| 2    | 22   | 10. října 2016  | 22. května 2017   | The CW        |
| 3    | 23   | 9. října 2017   | 18. června 2018   | The CW        |
| 4    | 22   | 14. října 2018  | 19. května 2019   | The CW        |
| 5    | 19   | 6. října 2019   | 17. května 2020   | The CW        |
| 6    | 20   | 30. března 2021 | 9. listopadu 2021 | The CW        |

## Seznam dílů

### První řada (2015–2016)
| Č. v seriálu | Č. v řadě | Původní název                       | Režie            | Scénář                                                                       | Premiéra v USA (CBS) | Prod. kód |
| ------------ | --------- | ----------------------------------- | ---------------- | ---------------------------------------------------------------------------- | -------------------- | --------- |
| 1            | 1         | Pilot                               | Glen Winter      | námět: Greg Berlanti, Ali Adler a Andrew Kreisberg scénář: Ali Adler         | 26. října 2015       | 276088    |
| 2            | 2         | Stronger Together                   | Glen Winter      | námět: Greg Berlanti a Andrew Kreisberg scénář: Andrew Kreisberg a Ali Adler | 2. listopadu 2015    | 4X7602    |
| 3            | 3         | Fight or Flight                     | Dermott Downs    | Michael Grassi a Rachel Shukert                                              | 9. listopadu 2015    | 4X7603    |
| 4            | 4         | How Does She Do It?                 | Thor Freudenthal | Yahlin Chang a Ted Sullivan                                                  | 23. listopadu 2015   | 4X7604    |
| 5            | 5         | Livewire                            | Kevin Tancharoen | Roberto Aguirre-Sacasa a Caitlin Parrish                                     | 16. listopadu 2015   | 4X7605    |
| 6            | 6         | Red Faced                           | Jesse Warn       | Michael Grassi a Rachel Shukert                                              | 30. listopadu 2015   | 4X7606    |
| 7            | 7         | Human for a Day                     | Larry Teng       | Yahlin Chang a Ted Sullivan                                                  | 7. prosince 2015     | 4X7607    |
| 8            | 8         | Hostile Takeover                    | Karen Gaviola    | Roberto Aguirre-Sacasa a Caitlin Parrish                                     | 14. prosince 2015    | 4X7608    |
| 9            | 9         | Blood Bonds                         | Steve Shill      | Ted Sullivan a Derek Simon                                                   | 4. ledna 2016        | 4X7609    |
| 10           | 10        | Childish Things                     | Jamie Babbit     | námět: Yahlin Chang scénář: Anna Musky-Goldwyn a James DeWille               | 18. ledna 2016       | 4X7610    |
| 11           | 11        | Strange Visitor from Another Planet | Glen Winter      | Michael Grassi a Caitlin Parrish                                             | 25. ledna 2016       | 4X7611    |
| 12           | 12        | Bizarro                             | John Showalter   | Roberto Aguirre-Sacasa a Rachel Shukert                                      | 1. února 2016        | 4X7612    |
| 13           | 13        | For the Girl Who Has Everything     | Dermott Downs    | námět: Andrew Kreisberg scénář: Ted Sullivan a Derek Simon                   | 8. února 2016        | 4X7613    |
| 14           | 14        | Truth, Justice and the American Way | Lexi Alexander   | námět: Michael Grassi scénář: Yahlin Chang a Caitlin Parrish                 | 22. února 2016       | 4X7614    |
| 15           | 15        | Solitude                            | Dermott Downs    | námět: Rachel Shukert scénář: Anna Musky-Goldwyn a James DeWille             | 29. února 2016       | 4X7615    |
| 16           | 16        | Falling                             | Larry Teng       | Robert Rovner a Jessica Queller                                              | 14. března 2016      | 4X7616    |
| 17           | 17        | Manhunter                           | Chris Fisher     | námět: Derek Simon scénář: Cindy Lichtman a Rachel Shukert                   | 21. března 2016      | 4X7617    |
| 18           | 18        | Worlds Finest                       | Nick Gomez       | námět: Greg Berlanti scénář: Andrew Kreisberg a Michael Grassi               | 28. března 2016      | 4X7618    |
| 19           | 19        | Myriad                              | Adam Kane        | Yahlin Chang a Caitlin Parrish                                               | 11. dubna 2016       | 4X7619    |
| 20           | 20        | Better Angels                       | Larry Teng       | námět: Andrew Kreisberg a Ali Adler scénář: Robert Rovner a Jessica Queller  | 18. dubna 2016       | 4X7620    |

### Druhá řada (2016–2017)
| Č. v seriálu | Č. v řadě | Původní název                | Režie                          | Scénář                                                                             | Premiéra v USA (The CW) | Prod. kód |
| ------------ | --------- | ---------------------------- | ------------------------------ | ---------------------------------------------------------------------------------- | ----------------------- | --------- |
| 21           | 1         | The Adventures of Supergirl  | Glen Winter                    | námět: Greg Berlanti a Andrew Kreisberg scénář: Andrew Kreisberg a Jessica Queller | 10. října 2016          | T13.20151 |
| 22           | 2         | The Last Children of Krypton | Glen Winter                    | Robert Rovner a Caitlin Parrish                                                    | 17. října 2016          | T13.20152 |
| 23           | 3         | Welcome to Earth             | Rachel Talalay                 | Jessica Queller a Derek Simon                                                      | 24. října 2016          | T13.20153 |
| 24           | 4         | Survivors                    | James Marshall a James Bamford | Paula Yoo a Eric Carrasco                                                          | 31. října 2016          | T13.20154 |
| 25           | 5         | Crossfire                    | Glen Winter                    | Gabriel Llanas a Anna Musky-Goldwyn                                                | 7. listopadu 2016       | T13.20155 |
| 26           | 6         | Changing                     | Larry Teng                     | námět: Greg Berlanti scénář: Andrew Kreisberg a Caitlin Parrish                    | 14. listopadu 2016      | T13.20156 |
| 27           | 7         | The Darkest Place            | Glen Winter                    | Robert Rovner a Paula Yoo                                                          | 21. listopadu 2016      | T13.20157 |
| 28           | 8         | Medusa                       | Stefan Pleszczynski            | Jessica Queller a Derek Simon                                                      | 28. listopadu 2016      | T13.20158 |
| 29           | 9         | Supergirl Lives              | Kevin Smith                    | námět: Andrew Kreisberg scénář: Eric Carrasco a Jess Kardos                        | 23. ledna 2017          | T13.20159 |
| 30           | 10        | We Can Be Heroes             | Rebecca Johnson                | Caitlin Parrish a Katie Rose Rogers                                                | 30. ledna 2017          | T13.20160 |
| 31           | 11        | The Martian Chronicles       | David McWhirter                | Gabriel Llanas a Anna Musky-Goldwyn                                                | 6. února 2017           | T13.20161 |
| 32           | 12        | Luthors                      | Tawnia McKiernan               | Robert Rovner a Cindy Lichtman                                                     | 13. února 2017          | T13.20162 |
| 33           | 13        | Mr. & Mrs. Mxyzptlk          | Stefan Pleszczynski            | Jessica Queller a Sterling Gates                                                   | 20. února 2017          | T13.20163 |
| 34           | 14        | Homecoming                   | Larry Teng                     | Caitlin Parrish a Derek Simon                                                      | 27. února 2017          | T13.20164 |
| 35           | 15        | Exodus                       | Michael Allowitz               | Paula Yoo a Eric Carrasco                                                          | 6. března 2017          | T13.20165 |
| 36           | 16        | Star-Crossed                 | John Medlen                    | Katie Rose Rogers a Jess Kardos                                                    | 20. března 2017         | T13.20166 |
| 37           | 17        | Distant Sun                  | Kevin Smith                    | Gabriel Llanas a Anna Musky-Goldwyn                                                | 27. března 2017         | T13.20167 |
| 38           | 18        | Ace Reporter                 | Armen V. Kevorkian             | Paula Yoo a Caitlin Parrish                                                        | 24. dubna 2017          | T13.20168 |
| 39           | 19        | Alex                         | Rob Greenlea                   | Eric Carrasco a Greg Baldwin                                                       | 1. května 2017          | T13.20169 |
| 40           | 20        | City of Lost Children        | Ben Bray                       | námět: Robert Rovner scénář: Gabriel Llanas a Anna Musky-Goldwyn                   | 8. května 2017          | T13.20170 |
| 41           | 21        | Resist                       | Millicent Shelton              | Jessica Queller a Derek Simon                                                      | 15. května 2017         | T13.20171 |
| 42           | 22        | Nevertheless, She Persisted  | Glen Winter                    | námět: Andrew Kreisberg a Jessica Queller scénář: Robert Rovner a Caitlin Parrish  | 22. května 2017         | T13.20172 |

### Třetí řada (2017–2018)
| Č. v seriálu | Č. v řadě | Původní název             | Režie              | Scénář                                                                            | Premiéra v USA (The CW) | Prod. kód |
| ------------ | --------- | ------------------------- | ------------------ | --------------------------------------------------------------------------------- | ----------------------- | --------- |
| 43           | 1         | Girl of Steel             | Jesse Warn         | námět: Andrew Kreisberg scénář: Robert Rovner a Caitlin Parrish                   | 9. října 2017           | T13.20651 |
| 44           | 2         | Triggers                  | David McWhirter    | Gabriel Llanas a Anna Musky-Goldwyn                                               | 16. října 2017          | T13.20652 |
| 45           | 3         | Far From the Tree         | Dermott Downs      | Jessica Queller a Derek Simon                                                     | 23. října 2017          | T13.20653 |
| 46           | 4         | The Faithful              | Jesse Warn         | Paula Yoo a Katie Rose Rogers                                                     | 30. října 2017          | T13.20654 |
| 47           | 5         | Damage                    | Kevin Smith        | Eric Carrasco a Cindy Lichtman                                                    | 6. listopadu 2017       | T13.20655 |
| 48           | 6         | Midvale                   | Rob Greenlea       | Caitlin Parrish a Jess Kardos                                                     | 13. listopadu 2017      | T13.20656 |
| 49           | 7         | Wake Up                   | Chad Lowe          | Gabriel Llanas a Anna Musky-Goldwyn                                               | 20. listopadu 2017      | T13.20657 |
| 50           | 8         | Crisis on Earth-X, Part 1 | Larry Teng         | námět: Andrew Kreisberg a Marc Guggenheim scénář: Robert Rovner a Jessica Queller | 27. listopadu 2017      | T13.20658 |
| 51           | 9         | Reign                     | Glen Winter        | Paula Yoo a Caitlin Parrish                                                       | 4. prosince 2017        | T13.20659 |
| 52           | 10        | Legion of Superheroes     | Jesse Warn         | Derek Simon a Eric Carrasco                                                       | 15. ledna 2018          | T13.20660 |
| 53           | 11        | Fort Rozz                 | Gregory Smith      | Gabriel Llanas a Anna Musky-Goldwyn                                               | 22. ledna 2018          | T13.20661 |
| 54           | 12        | For Good                  | Tawnia McKiernan   | námět: Robert Rovner scénář: Cindy Lichtman a Alix Sternberg                      | 29. ledna 2018          | T13.20662 |
| 55           | 13        | Both Sides Now            | Jesse Warn         | Jessica Queller a Paula Yoo                                                       | 5. února 2018           | T13.20663 |
| 56           | 14        | Schott Through the Heart  | Glen Winter        | Caitlin Parrish a Derek Simon                                                     | 16. dubna 2018          | T13.20664 |
| 57           | 15        | In Search of Lost Time    | Andi Armaganian    | námět: Eric Carrasco scénář: Katie Rose Rogers a Nicki Holcomb                    | 23. dubna 2018          | T13.20665 |
| 58           | 16        | Of Two Minds              | Alexandra La Roche | Gabriel Llanas a Anna Musky-Goldwyn                                               | 30. dubna 2018          | T13.20666 |
| 59           | 17        | Trinity                   | Jesse Warn         | námět: Jessica Queller scénář: Caitlin Parrish a Derek Simon                      | 7. května 2018          | T13.20667 |
| 60           | 18        | Shelter from the Storm    | Antonio Negret     | námět: Robert Rovner scénář: Lindsay Gelfand a Allison Weintraub                  | 14. května 2018         | T13.20668 |
| 61           | 19        | The Fanatical             | Mairzee Almas      | Paula Yoo a Eric Carrasco                                                         | 21. května 2018         | T13.20669 |
| 62           | 20        | Dark Side of the Moon     | Hanelle Culpepper  | Derek Simon a Katie Rose Rogers                                                   | 28. května 2018         | T13.20670 |
| 63           | 21        | Not Kansas                | Dermott Downs      | Gabriel Llanas a Anna Musky-Goldwyn                                               | 4. června 2018          | T13.20671 |
| 64           | 22        | Make It Reign             | Armen V. Kevorkian | Ray Utarnachitt a Cindy Lichtman                                                  | 11. června 2018         | T13.20672 |
| 65           | 23        | Battles Lost and Won      | Jesse Warn         | Robert Rovner a Jessica Queller                                                   | 18. června 2018         | T13.20673 |

### Čtvrtá řada (2018–2019)
| Č. v seriálu | Č. v řadě | Původní název                                               | Režie               | Scénář                                                                          | Premiéra v USA (The CW) | Prod. kód |
| ------------ | --------- | ----------------------------------------------------------- | ------------------- | ------------------------------------------------------------------------------- | ----------------------- | --------- |
| 66           | 1         | American Alien                                              | Jesse Warn          | námět: Robert Rovner a Jessica Queller scénář: Gabriel Llanas a Aadrita Mukerji | 14. října 2018          | T13.21201 |
| 67           | 2         | Fallout                                                     | Harry Jierjian      | námět: Dana Horgan scénář: Maria Maggenti a Daniel Beaty                        | 21. října 2018          | T13.21202 |
| 68           | 3         | Man of Steel                                                | Jesse Warn          | Rob Wright a Derek Simon                                                        | 28. října 2018          | T13.21203 |
| 69           | 4         | Ahimsa                                                      | Armen V. Kevorkian  | námět: Eric Carrasco scénář: Katie Rose Rogers a Jess Kardos                    | 4. listopadu 2018       | T13.21204 |
| 70           | 5         | Parasite Lost                                               | David McWhirter     | Maria Maggenti a Aadrita Mukerji                                                | 11. listopadu 2018      | T13.21205 |
| 71           | 6         | Call to Action                                              | Antonio Negret      | Gabriel Llanas a Daniel Beaty                                                   | 18. listopadu 2018      | T13.21206 |
| 72           | 7         | Rather the Fallen Angel                                     | Chad Lowe           | Dana Horgan a Katie Rose Rogers                                                 | 25. listopadu 2018      | T13.21207 |
| 73           | 8         | Bunker Hill                                                 | Kevin Smith         | Rob Wright a Eric Carrasco                                                      | 2. prosince 2018        | T13.21208 |
| 74           | 9         | Elseworlds, Part 3                                          | Jesse Warn          | námět: Marc Guggenheim scénář: Derek Simon a Robert Rovner                      | 11. prosince 2018       | T13.21209 |
| 75           | 10        | Suspicious Minds                                            | Rachel Talalay      | Maria Maggenti a Gabriel Llanas                                                 | 20. ledna 2019          | T13.21210 |
| 76           | 11        | Blood Memory                                                | Shannon Kohli       | Jessica Queller a Dana Horgan                                                   | 27. ledna 2019          | T13.21211 |
| 77           | 12        | Menagerie                                                   | Stefan Pleszczynski | námět: Robert Rovner scénář: Daniel Beaty a Greg Baldwin                        | 17. února 2019          | T13.21212 |
| 78           | 13        | What's So Funny About Truth, Justice, and the American Way? | Alexis Ostrander    | Eric Carrasco a Aadrita Mukerji                                                 | 3. března 2019          | T13.21213 |
| 79           | 14        | Stand and Deliver                                           | Andi Armaganian     | Rob Wright a Jess Kardos                                                        | 10. března 2019         | T13.21214 |
| 80           | 15        | O Brother, Where Art Thou?                                  | Tawnia McKiernan    | Derek Simon a Nicki Holcomb                                                     | 17. března 2019         | T13.21215 |
| 81           | 16        | The House of L                                              | Carl Seaton         | Dana Horgan a Eric Carrasco                                                     | 24. března 2019         | T13.21216 |
| 82           | 17        | All About Eve                                               | Ben Bray            | námět: Gabriel Llanas scénář: Katie Rose Rogers a Brooke Pohl                   | 31. března 2019         | T13.21217 |
| 83           | 18        | Crime and Punishment                                        | Antonio Negret      | námět: Rob Wright scénář: Lindsay Sturman a Aadrita Mukerji                     | 21. dubna 2019          | T13.21218 |
| 84           | 19        | American Dreamer                                            | David Harewood      | námět: Dana Horgan scénář: Daniel Beaty a Jess Kardos                           | 28. dubna 2019          | T13.21219 |
| 85           | 20        | Will the Real Miss Tessmacher Please Stand Up?              | Shannon Kohli       | námět: Derek Simon scénář: Katie Rose Rogers a Natalie Abrams                   | 5. května 2019          | T13.21220 |
| 86           | 21        | Red Dawn                                                    | Alexis Ostrander    | námět: Lindsay Sturman scénář: Gabriel Llanas a Eric Carrasco                   | 12. května 2019         | T13.21221 |
| 87           | 22        | The Quest for Peace                                         | Jesse Warn          | námět: Robert Rovner a Jessica Queller scénář: Rob Wright a Derek Simon         | 19. května 2019         | T13.21222 |

### Pátá řada (2019–2020)
| Č. v seriálu | Č. v řadě | Původní název                       | Režie               | Scénář                                                                     | Premiéra v USA (The CW) | Prod. kód |
| ------------ | --------- | ----------------------------------- | ------------------- | -------------------------------------------------------------------------- | ----------------------- | --------- |
| 88           | 1         | Event Horizon                       | Jesse Warn          | Derek Simon a Nicki Holcomb                                                | 6. října 2019           | T13.21801 |
| 89           | 2         | Stranger Beside Me                  | David McWhirter     | Dana Horgan a Katie Rose Rogers                                            | 13. října 2019          | T13.21802 |
| 90           | 3         | Blurred Lines                       | Eric Dean Seaton    | Lindsay Struman a J. Holtham                                               | 20. října 2019          | T13.21803 |
| 91           | 4         | In Plain Sight                      | David McWhirter     | Jay Faerber a Jess Kardos                                                  | 27. října 2019          | T13.21804 |
| 92           | 5         | Dangerous Liaisons                  | Alysse Leite-Rogers | Rob Wright a Daniel Beaty                                                  | 3. listopadu 2019       | T13.21805 |
| 93           | 6         | Confidence Women                    | Shannon Kohli       | Dana Horgan a Nicki Holcomb                                                | 10. listopadu 2019      | T13.21806 |
| 94           | 7         | Tremors                             | Andi Armaganian     | J. Holtham a Katie Rose Rogers                                             | 17. listopadu 2019      | T13.21807 |
| 95           | 8         | The Wrath of Rama Khan              | Marcus Stokes       | Lindsay Struman a Jessica Kardos                                           | 1. prosince 2019        | T13.21808 |
| 96           | 9         | Crisis on Infinite Earths: Part One | Jesse Warn          | námět: Robert Rovner a Marc Guggenheim scénář: Derek Simon a Jay Faerber   | 8. prosince 2019        | T13.21809 |
| 97           | 10        | The Bottle Episode                  | Tawnia McKiernan    | námět: Derek Simon scénář: Nicki Holcomb a Jen Troy                        | 19. ledna 2020          | T13.21810 |
| 98           | 11        | Back from the Future – Part One     | David Harewood      | Dana Horgan a Katie Rose Rogers                                            | 26. ledna 2020          | T13.21811 |
| 99           | 12        | Back from the Future – Part Two     | Alexis Ostrander    | Rob Wright a J. Holtham                                                    | 16. února 2020          | T13.21812 |
| 100          | 13        | It's a Super Life                   | Jesse Warn          | námět: Robert Rovner a Jessica Queller scénář: Derek Simon a Nicki Holcomb | 23. února 2020          | T13.21813 |
| 101          | 14        | The Bodyguard                       | Gregory Smith       | námět: Lindsay Sturman scénář: Emilio Ortega Aldrich a Chandler Smidt      | 8. března 2020          | T13.21814 |
| 102          | 15        | Reality Bytes                       | Armen V. Kevorkian  | Dana Horgan a Jay Faerber                                                  | 15. března 2020         | T13.21815 |
| 103          | 16        | Alex in Wonderland                  | Tawnia McKiernan    | námět: Rob Wright scénář: Jess Kardos a Mariko Tamaki                      | 22. března 2020         | T13.21816 |
| 104          | 17        | Deus Lex Machina                    | Melissa Benoist     | námět: Lindsay Sturman scénář: Katie Rose Rogers a Brooke Pohl             | 3. května 2020          | T13.21817 |
| 105          | 18        | The Missing Link                    | Avi Youabian        | Dana Horgan a J. Holtham                                                   | 10. května 2020         | T13.21818 |
| 106          | 19        | Immortal Kombat                     | David Harewood      | námět: Derek Simon scénář: Emilio Ortego Aldrich a Nicki Holcomb           | 17. května 2020         | T13.21819 |

### Šestá řada (2021)
| Č. v seriálu | Č. v řadě | Původní název                    | Režie               | Scénář                                                                   | Premiéra v USA (The CW) | Prod. kód |
| ------------ | --------- | -------------------------------- | ------------------- | ------------------------------------------------------------------------ | ----------------------- | --------- |
| 107          | 1         | Rebirth                          | Jesse Warn          | námět: Robert Rovner a Jessica Queller scénář: Jay Faerber a Jess Kardos | 30. března 2021         | T13.22601 |
| 108          | 2         | A Few Good Women                 | Jesse Warn          | Derek Simon a Elle Lipson                                                | 6. dubna 2021           | T13.22602 |
| 109          | 3         | Phantom Menaces                  | Sudz Sutherland     | Dana Horgan a Emilio Ortega Aldrich                                      | 13. dubna 2021          | T13.22603 |
| 110          | 4         | Lost Souls                       | Alysse Leite-Rogers | Karen E. Maser a Nicki Holcomb                                           | 20. dubna 2021          | T13.22604 |
| 111          | 5         | Prom Night!                      | Alexandra La Roche  | Rob Wright a Jess Kardos                                                 | 27. dubna 2021          | T13.22605 |
| 112          | 6         | Prom Again!                      | Chyler Leigh        | Rob Wright a Jess Kardos                                                 | 4. května 2021          | T13.22606 |
| 113          | 7         | Fear Knot                        | David Harewood      | J. Holtham a Elle Lipson                                                 | 11. května 2021         | T13.22607 |
| 114          | 8         | Welcome Back, Kara               | Armen V. Kevorkian  | Dana Horgan a Jay Faerber                                                | 24. srpna 2021          | T13.22608 |
| 115          | 9         | Dream Weaver                     | Shannon Kohli       | Karen E. Maser a Emilio Ortega Aldrich                                   | 31. srpna 2021          | T13.22609 |
| 116          | 10        | Still I Rise                     | Jesse Warn          | námět: Jess Kardos scénář: Nicki Holcomb a Jen Troy                      | 7. září 2021            | T13.22610 |
| 117          | 11        | Mxy in the Middle                | Glen Winter         | námět: Rob Wright scénář: Elle Lipson a Chandler Smidt                   | 14. září 2021           | T13.22611 |
| 118          | 12        | Blind Spots                      | David Ramsey        | J. Holtham a Azie Tesfai                                                 | 21. září 2021           | T13.22612 |
| 119          | 13        | The Gauntlet                     | Tawnia McKiernan    | námět: Dana Horgan scénář: Jay Faerber a Brooke Pohl                     | 28. září 2021           | T13.22613 |
| 120          | 14        | Magical Thinking                 | Simon Burnett       | Karen E. Maser a Derek Simon                                             | 5. října 2021           | T13.22614 |
| 121          | 15        | Hope for Tomorrow                | Tawnia McKiernan    | námět: Robert Rovner scénář: Emilio Ortega Aldrich a Nicki Holcomb       | 12. října 2021          | T13.22615 |
| 122          | 16        | Nightmare in National City       | Eric Dean Seaton    | Rob Wright a Jess Kardos                                                 | 19. října 2021          | T13.22616 |
| 123          | 17        | I Believe in a Thing Called Love | Jesse Warn          | Dana Horgan a Nicki Holcomb                                              | 26. října 2021          | T13.22617 |
| 124          | 18        | Truth or Consequences            | David McWhirter     | námět: Karen E. Maser scénář: Emilio Ortega Aldrich a Elle Lipson        | 2. listopadu 2021       | T13.22618 |
| 125          | 19        | The Last Gauntlet                | Glen Winter         | námět: J. Holtham scénář: Derek Simon a Jay Faerber                      | 9. listopadu 2021       | T13.22619 |
| 126          | 20        | Kara                             | Jesse Warn          | námět: Robert Rovner a Jessica Queller scénář: Rob Wright a Derek Simon  | 9. listopadu 2021       | T13.22620 |